# Helen Almira Shafer

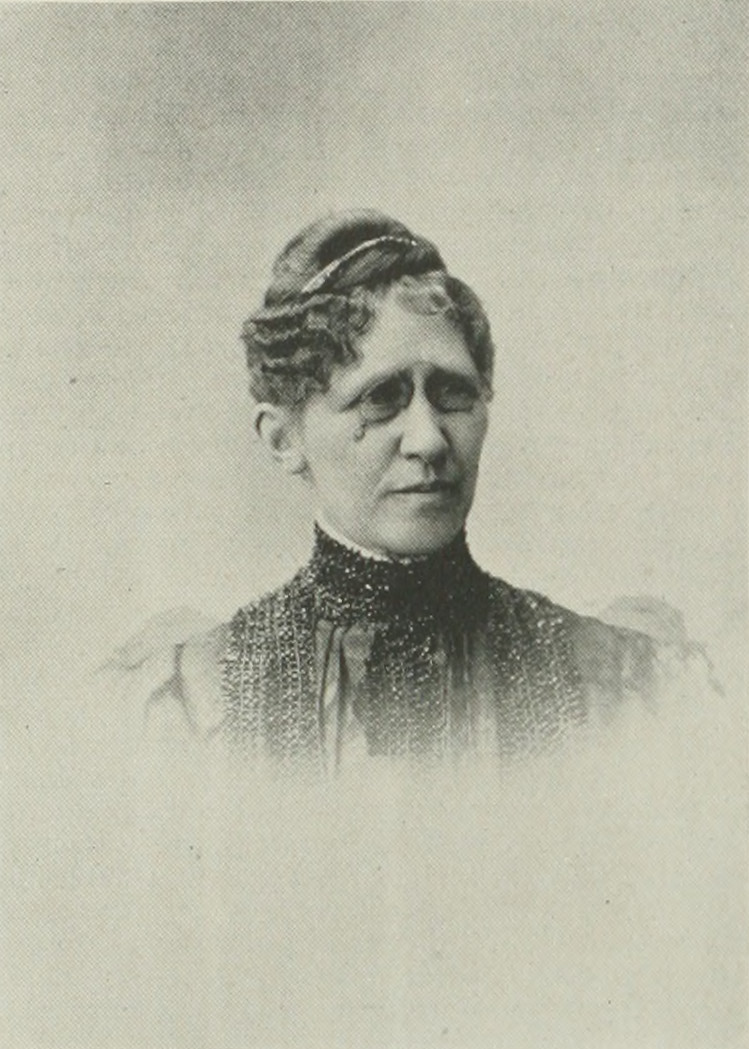
Helen Almira Shafer

Helen Almira Shafer (* 23. September 1839 in Newark (New Jersey); † 20. Januar 1894 in Wellesley, Massachusetts) war eine US-amerikanische Mathematikerin und Hochschullehrerin. Sie war die 3. Präsidentin des Wellesley College.

## Leben und Werk
Shafer war die Tochter von Reverend Archibald Stinson und Almira (Miller) Shafer. Sie studierte am Seminar in Albion, New York und erhielt danach 1863 am Oberlin College in Ohio ihren Abschluss. Anschließend unterrichtete sie an einer Schule für junge Frauen in New Jersey und von 1865 bis 1875 war sie Mathematiklehrerin an der öffentlichen High School in St. Louis, Missouri. Ihre Methoden zur Vorbereitung der Schüler durch das Studium der Algebra auf die Arbeit in der höheren analytischen Mathematik fanden große Beachtung. 1877 wurde sie als Professorin an das Wellesley College berufen und 1878 erhielt sie den Master-Abschluss am Oberlin College. 1888 wurde sie zur Präsidentin am Wellesley College gewählt und erhielt 1893 vom Oberlin College den LL.D. Während ihrer Präsidentschaft richtete sie ein psychologisches Labor ein und änderte den Lehrplan, der dann mehr Wahlfächer für die Studentinnen ermöglichte.  Sie erkrankte an Tuberkulose und verstarb während ihrer Amtszeit.